# Europarlamentari pentru Ungaria 2004-2009
Această listă este o listă a membrilor Parlamentul European for Ungaria in the 2004 to 2009 sesiunea, aranjați după nume. Vezi Alegeri pentru Parlamentul European, 2004 (Ungaria) for election results.

## B
- Etelka Barsiné Pataky, Fidesz - Hungarian Civic Union (Partidul Popular European)
- Zsolt László Becsey, Fidesz - Hungarian Civic Union (Partidul Popular European)

## D
- Antonio De Blasio, Fidesz - Hungarian Civic Union (Partidul Popular European)
- Alexandra Dobolyi, Hungarian Socialist Party (Partidul Socialiștilor Europeni)

## F
- Szabolcs Fazakas, Hungarian Socialist Party (Partidul Socialiștilor Europeni)

## G
- Kinga Gál, Fidesz - Hungarian Civic Union (Partidul Popular European)
- Béla Glattfelder, Fidesz - Hungarian Civic Union (Partidul Popular European)
- Zita Gurmai, Hungarian Socialist Party (Partidul Socialiștilor Europeni)
- András Gyürk, Fidesz - Hungarian Civic Union (Partidul Popular European)

## H
- Gábor Harangozó, Hungarian Socialist Party (Partidul Socialiștilor Europeni)
- Gyula Hegyi, Hungarian Socialist Party (Partidul Socialiștilor Europeni)
- Edit Herczog, Hungarian Socialist Party (Partidul Socialiștilor Europeni)

## J
- Lívia Járóka, Fidesz - Hungarian Civic Union (Partidul Popular European)

## K
- Magda Kósáné Kovács, Hungarian Socialist Party (Partidul Socialiștilor Europeni)

## L
- Katalin Lévai, Hungarian Socialist Party (Partidul Socialiștilor Europeni)

## M
- Viktória Mohácsi, Alliance of Free Democrats (Alianța Liberalilor și Democraților pentru Europa)¹

## O
- Péter Olajos, Hungarian Democratic Forum (Partidul Popular European)
- Csaba Őry, Fidesz - Hungarian Civic Union (Partidul Popular European)

## S
- Pál Schmitt, Fidesz - Hungarian Civic Union (Partidul Popular European)
- György Schöpflin, Fidesz - Hungarian Civic Union (Partidul Popular European)
- László Surján, Fidesz - Hungarian Civic Union (Partidul Popular European)
- József Szájer, Fidesz - Hungarian Civic Union (Partidul Popular European)
- István Szent-Iványi, Alliance of Free Democrats (Alianța Liberalilor și Democraților pentru Europa)

## T
- Csaba Sándor Tabajdi, Hungarian Socialist Party (Partidul Socialiștilor Europeni)

## Footnote
1. Viktória Mohácsi replaced Gábor Demszky (Alliance of Free Democrats, Alianța Liberalilor și Democraților pentru Europa) on 29 octombrie 2004
2. Antonio De Blasio replaced István Pálfi (Fidesz - Hungarian Civic Union, Partidul Popular European) who died on 15 iulie 2006.